# Escudo insulano
Escudo insulano, também designado por escudo fraco, é a forma de moeda insulana que circulou no arquipélago dos Açores entre a reforma monetária de 1911, que criou o escudo português, e a extinção da moeda açoriana efectuada pelo Decreto-Lei n.º 19869, de 2 de Junho de 1931, que unificou a moeda insulana com a moeda portuguesa.